# John T. Harvey
John T. Harvey (* 20. Januar 1961 in London) ist ein Professor an der Texas Christian University. Seit 2005 ist er Vorsitzender des wirtschaftswissenschaftlichen Fachbereichs der Universität.

## Leben
Harvey wuchs in Tennessee auf, wo er die Knoxville Catholic High School in Knoxville besuchte. 1983 beendete er sein Studium an der University of Tennessee mit einem Bachelor-Abschluss in den Fachrichtungen Volkswirtschaftslehre und Politikwissenschaft. 1986 erhielt er den Master-Abschluss an derselben Universität, 1987 wurde er dort promoviert. Heute lebt er mit seiner Frau und seinen zwei Kindern in Fort Worth.

## Werke
Harveys Werke zeugen von seiner makroökonomischen Ausrichtung mit Schwerpunkten in den Bereichen Wechselkurse, Außenwirtschaft und Direktinvestitionen. In seinen Analysen folgt er meist den auf John Maynard Keynes aufbauenden Theorien des Postkeynesianismus, in dem individuelle und institutionelle Erwartungen sowie die Fundamentale Unsicherheit von herausragender Bedeutung sind. Er hat mehrere Artikel der Encyclopedia of Political Economy verfasst. Er ist Mitglied der Association for Evolutionary Economics und der International Confederation of Associations for Pluralism in Economics.
- Deviations from Uncovered Interest Rate Parity: A Post Keynesian Explanation. Journal of Post Keynesian Economics, 2004.
- Capital Flows and Trade in Mexico: A Model of Institutional Dynamics. International Journal of Development Issues, 2004.
- The Determinants of Currency Market Forecasts: An Empirical Study. Journal of Post Keynesian Economics, 2002.
- Keynes’ Chapter 22: A System Dynamics Model. Journal of Economic Issues, 2002.
- Exchange Rate Theory and ‘The Fundamentals’. Journal of Post Keynesian Economics, 2001.